# 斯泰因冰原島峰
71°36′S 1°15′W / 71.600°S 1.250°W
斯泰因冰原島峰（德語：Steinkuppen），是南極洲的冰原島峰，位於毛德皇后地的瑪塔公主海岸，處於維特峰以東28公里，屬於阿爾曼嶺的一部分，由德國探險隊發現，現時由南極條約體系管理。